# Christian Atsu
Christian Twasam Atsu (Accra, 10 gennaio 1992 – Antiochia, 6 febbraio 2023) è stato un calciatore ghanese, di ruolo attaccante.

## Biografia
Si sposò con Marie Claire Rupio, da cui ebbe tre figli.
Il 6 febbraio 2023 risultò disperso a seguito del terremoto in Turchia e Siria. Dopo due settimane di ricerche, il 18 febbraio 2023 il corpo del calciatore venne estratto dalle macerie della propria abitazione.
In seguito al trasferimento della salma in Ghana, avvenuto il 20 febbraio, vennero indetti i funerali di Stato, celebrati il 17 marzo. La salma venne tumulata ad Ada Foah, suo paese d'origine.

## Caratteristiche tecniche
Fu un'ala sinistra, in grado di agire da trequartista.
Nel 2012 venne inserito nella lista dei migliori calciatori nati dopo il 1991 stilata dalla rivista Don Balón.

## Carriera

### Club
Entrò nel settore giovanile del Porto nel 2009, all'età di 17 anni. Dopo aver trascorso una stagione in prestito al Rio Ave, nel 2012 tornò al Porto, venendo aggregato all'organico del tecnico Vítor Pereira. Esordì con i dragões l'11 agosto 2012 nella sfida di Supercoppa vinta 1-0 contro l'Académica. Il 18 settembre esordì in UEFA Champions League in Dinamo Zagabria-Porto (0-2), gara inaugurale della fase a gironi, subentrando al 72' al posto di Silvestre Varela e fornendo un assist a Steven Defour. A fine stagione vinse il campionato.
Il 1º settembre 2013 si trasferì al Chelsea in cambio di 3,5 milioni di sterline, firmando un accordo valido fino al 2018; la società londinese lo girò in prestito per la stagione 2013-2014 al Vitesse in Eredivisie.
Il 13 agosto 2014 passò in prestito all'Everton. Esordì in Premier League il 23 agosto contro l'Arsenal (2-2), subentrando all'85' al posto di Kevin Mirallas. Il 29 maggio 2015 passò in prestito al Bournemouth. Non trovando spazio in rosa, il 25 gennaio 2016 passò in prestito al Malaga. Esordì in Liga il 5 febbraio contro il Getafe; in quell'incontro, terminato 3-0 per gli andalusi, segnò la rete del provvisorio 2-0.
Il 31 agosto 2016 passò in prestito con diritto di riscatto al Newcastle Utd, in Championship. Esordì con i Magpies il 13 settembre nel successo esterno per 0-6 contro il QPR, subentrando al 61' al posto di Yoan Gouffran e servendo un assist ad Aleksandar Mitrović. Mise a segno la sua prima rete con i bianconeri il 1º ottobre, nella vittoria per 1-0 contro il Rotherham Utd. Il 16 maggio 2017 venne riscattato dal Newcastle in cambio di 6,2 milioni di sterline.

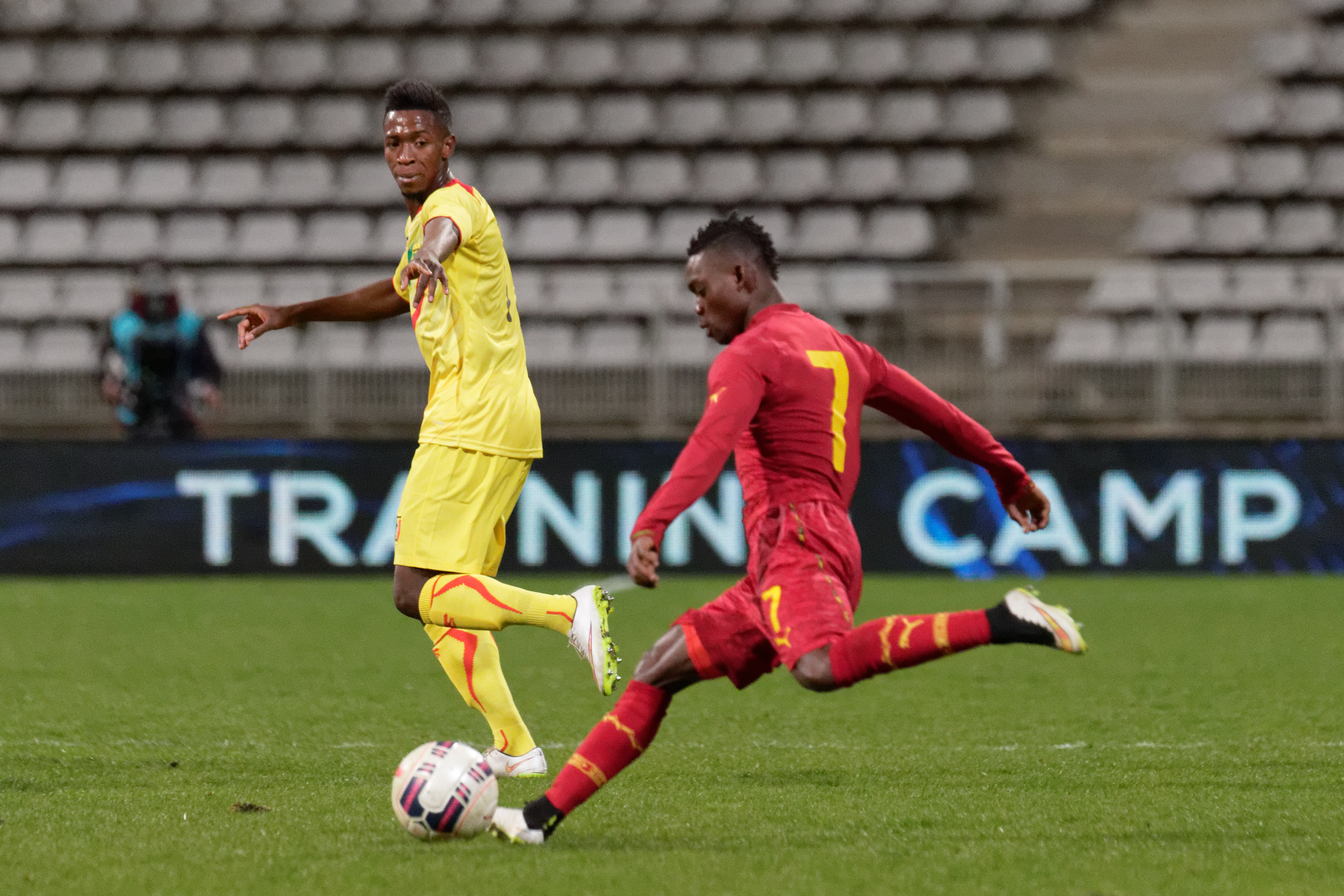
Atsu ritratto nell'amichevole contro il, disputata a Parigi nel 2015.

Il 17 luglio 2021 firmò un biennale con l'Al-Ra'ed, formazione impegnata nel campionato saudita. L'esperienza in Arabia Saudita fu segnata da alcuni problemi fisici, che ne limitarono l'utilizzo.
Il 6 settembre 2022 si trasferì in Turchia, accordandosi con l'Hatayspor.

### Nazionale
Esordì in nazionale il 1º giugno 2012 in Ghana-Lesotho (7-0), incontro di qualificazione al campionato del mondo 2014, segnando una rete e servendo un assist a Jerry Akaminko. Con la selezione ghanese prese parte a quattro edizioni della Coppa d'Africa negli anni 2013, 2015 (edizione in cui venne eletto miglior giocatore del torneo), 2017 e 2019, nonché al campionato del mondo 2014.

## Statistiche

### Presenze e reti nei club
Statistiche aggiornate al 5 febbraio 2023.
| Stagione         | Squadra          | Campionato       | Campionato | Campionato | Coppe nazionali | Coppe nazionali | Coppe nazionali | Coppe continentali | Coppe continentali | Coppe continentali | Altre coppe | Altre coppe | Altre coppe | Totale | Totale |
| Stagione         | Squadra          | Comp             | Pres       | Reti       | Comp            | Pres            | Reti            | Comp               | Pres               | Reti               | Comp        | Pres        | Reti        | Pres   | Reti   |
| ---------------- | ---------------- | ---------------- | ---------- | ---------- | --------------- | --------------- | --------------- | ------------------ | ------------------ | ------------------ | ----------- | ----------- | ----------- | ------ | ------ |
| 2011-2012        | Rio Ave          | PL               | 27         | 6          | CP+CdL          | 2+2             | 0               | -                  | -                  | -                  | -           | -           | -           | 31     | 6      |
| 2012-2013        | Porto            | PL               | 17         | 1          | CP+CdL          | 2+3             | 0               | UCL                | 8                  | 0                  | SP          | 1           | 0           | 31     | 1      |
| 2013-2014        | Vitesse          | ED               | 26+2       | 5          | CO              | 2               | 0               | -                  | -                  | -                  | -           | -           | -           | 30     | 5      |
| 2014-2015        | Everton          | PL               | 5          | 0          | FACup+CdL       | 0+1             | 0               | UEL                | 7                  | 0                  | -           | -           | -           | 13     | 0      |
| 2015-gen. 2016   | Bournemouth      | PL               | 0          | 0          | FACup+CdL       | 0+2             | 0               | -                  | -                  | -                  | -           | -           | -           | 2      | 0      |
| gen.-giu. 2016   | Malaga           | PD               | 12         | 2          | CR              | -               | -               | -                  | -                  | -                  | -           | -           | -           | 12     | 2      |
| 2016-2017        | Newcastle Utd    | FLC              | 32         | 5          | FACup+CdL       | 0+3             | 0               | -                  | -                  | -                  | -           | -           | -           | 35     | 5      |
| 2017-2018        | Newcastle Utd    | PL               | 28         | 2          | FACup+CdL       | 1+0             | 0               | -                  | -                  | -                  | -           | -           | -           | 29     | 2      |
| 2018-2019        | Newcastle Utd    | PL               | 28         | 1          | FACup+CdL       | 3+1             | 0               | -                  | -                  | -                  | -           | -           | -           | 32     | 1      |
| 2019-2020        | Newcastle Utd    | PL               | 19         | 0          | FACup+CdL       | 4+1             | 0               | -                  | -                  | -                  | -           | -           | -           | 24     | 0      |
| 2020-2021        | Newcastle Utd    | PL               | 0          | 0          | FACup+CdL       | 0+1             | 0               | -                  | -                  | -                  | -           | -           | -           | 1      | 0      |
| Totale Newcastle | Totale Newcastle | Totale Newcastle | 107        | 8          |                 | 14              | 0               |                    | -                  | -                  |             | -           | -           | 121    | 8      |
| 2021-2022        | Al-Ra'ed         | SPL              | 8          | 0          | KCC             | 0               | 0               | -                  | -                  | -                  | -           | -           | -           | 8      | 0      |
| 2022-2023        | Hatayspor        | SL               | 3          | 1          | TK              | 1               | 0               | -                  | -                  | -                  | -           | -           | -           | 4      | 1      |
| Totale carriera  | Totale carriera  | Totale carriera  | 207        | 23         |                 | 29              | 0               |                    | 15                 | 0                  |             | 1           | 0           | 252    | 23     |

### Cronologia presenze e reti in nazionale
| Cronologia completa delle presenze e delle reti in nazionale ― Ghana | Cronologia completa delle presenze e delle reti in nazionale ― Ghana | Cronologia completa delle presenze e delle reti in nazionale ― Ghana | Cronologia completa delle presenze e delle reti in nazionale ― Ghana | Cronologia completa delle presenze e delle reti in nazionale ― Ghana | Cronologia completa delle presenze e delle reti in nazionale ― Ghana | Cronologia completa delle presenze e delle reti in nazionale ― Ghana | Cronologia completa delle presenze e delle reti in nazionale ― Ghana |
| Data                                                                 | Città                                                                | In casa                                                              | Risultato                                                            | Ospiti                                                               | Competizione                                                         | Reti                                                                 | Note                                                                 |
| -------------------------------------------------------------------- | -------------------------------------------------------------------- | -------------------------------------------------------------------- | -------------------------------------------------------------------- | -------------------------------------------------------------------- | -------------------------------------------------------------------- | -------------------------------------------------------------------- | -------------------------------------------------------------------- |
| 1-6-2012                                                             | Kumasi                                                               | Ghana                                                                | 7 – 0                                                                | Lesotho                                                              | Qual. Mondiali 2014                                                  | 1                                                                    | 67’                                                                  |
| 9-6-2012                                                             | Ndola                                                                | Zambia                                                               | 1 – 0                                                                | Ghana                                                                | Qual. Mondiali 2014                                                  | -                                                                    | 55’ 69’                                                              |
| 15-8-2012                                                            | Xi'an                                                                | Cina                                                                 | 1 – 1                                                                | Ghana                                                                | Amichevole                                                           | -                                                                    |                                                                      |
| 8-9-2012                                                             | Tamale                                                               | Ghana                                                                | 2 – 0                                                                | Malawi                                                               | Qual. Coppa d'Africa 2013                                            | 1                                                                    |                                                                      |
| 11-9-2012                                                            | Monrovia                                                             | Liberia                                                              | 2 – 0                                                                | Ghana                                                                | Amichevole                                                           | -                                                                    |                                                                      |
| 13-10-2012                                                           | Blantyre                                                             | Malawi                                                               | 0 – 1                                                                | Ghana                                                                | Qual. Coppa d'Africa 2013                                            | -                                                                    |                                                                      |
| 14-11-2012                                                           | Lisbona                                                              | Capo Verde                                                           | 0 – 1                                                                | Ghana                                                                | Amichevole                                                           | -                                                                    | 46’                                                                  |
| 10-1-2013                                                            | Abu Dhabi                                                            | Ghana                                                                | 3 – 0                                                                | Egitto                                                               | Amichevole                                                           | -                                                                    | 66’                                                                  |
| 13-1-2013                                                            | Abu Dhabi                                                            | Ghana                                                                | 4 – 2                                                                | Tunisia                                                              | Amichevole                                                           | -                                                                    | 89’                                                                  |
| 20-1-2013                                                            | Port Elizabeth                                                       | Ghana                                                                | 2 – 2                                                                | RD del Congo                                                         | Coppa d'Africa 2013 - 1º turno                                       | -                                                                    | 56’                                                                  |
| 24-1-2013                                                            | Port Elizabeth                                                       | Ghana                                                                | 1 – 0                                                                | Mali                                                                 | Coppa d'Africa 2013 - 1º turno                                       | -                                                                    | 71’                                                                  |
| 28-1-2013                                                            | Port Elizabeth                                                       | Niger                                                                | 0 – 3                                                                | Ghana                                                                | Coppa d'Africa 2013 - 1º turno                                       | 1                                                                    |                                                                      |
| 2-2-2013                                                             | Port Elizabeth                                                       | Ghana                                                                | 2 – 0                                                                | Capo Verde                                                           | Coppa d'Africa 2013 - Quarti di finale                               | -                                                                    | 78’                                                                  |
| 6-2-2013                                                             | Nelspruit                                                            | Burkina Faso                                                         | 1 – 1 dts (3 - 2 dtr)                                                | Ghana                                                                | Coppa d'Africa 2013 - Semifinale                                     | -                                                                    |                                                                      |
| 9-2-2013                                                             | Port Elizabeth                                                       | Mali                                                                 | 3 – 1                                                                | Ghana                                                                | Coppa d'Africa 2013 - Finale 3º posto                                | -                                                                    | 70’                                                                  |
| 16-6-2013                                                            | Maseru                                                               | Lesotho                                                              | 0 – 2                                                                | Ghana                                                                | Qual. Mondiali 2014                                                  | 1                                                                    | 60’                                                                  |
| 14-8-2013                                                            | Istanbul                                                             | Turchia                                                              | 2 – 2                                                                | Ghana                                                                | Amichevole                                                           | -                                                                    | 46’                                                                  |
| 6-9-2013                                                             | Kumasi                                                               | Ghana                                                                | 2 – 1                                                                | Zambia                                                               | Qual. Mondiali 2014                                                  | -                                                                    | 55’                                                                  |
| 10-9-2013                                                            | Yokohama                                                             | Giappone                                                             | 3 – 1                                                                | Ghana                                                                | Amichevole                                                           | -                                                                    | 72’                                                                  |
| 15-10-2013                                                           | Kumasi                                                               | Ghana                                                                | 6 – 1                                                                | Egitto                                                               | Qual. Mondiali 2014                                                  | 1                                                                    | 83’                                                                  |
| 5-3-2014                                                             | Podgorica                                                            | Montenegro                                                           | 1 – 0                                                                | Ghana                                                                | Amichevole                                                           | -                                                                    | 76’                                                                  |
| 31-5-2014                                                            | Rotterdam                                                            | Paesi Bassi                                                          | 1 – 0                                                                | Ghana                                                                | Amichevole                                                           | -                                                                    | 46’                                                                  |
| 10-6-2014                                                            | Miami                                                                | Ghana                                                                | 4 – 0                                                                | Corea del Sud                                                        | Amichevole                                                           | -                                                                    | 56’                                                                  |
| 16-6-2014                                                            | Natal                                                                | Ghana                                                                | 1 – 2                                                                | Stati Uniti                                                          | Mondiali 2014 - 1º turno                                             | -                                                                    | 78’                                                                  |
| 21-6-2014                                                            | Fortaleza                                                            | Germania                                                             | 2 – 2                                                                | Ghana                                                                | Mondiali 2014 - 1º turno                                             | -                                                                    | 73’                                                                  |
| 26-6-2014                                                            | Brasilia                                                             | Portogallo                                                           | 2 – 1                                                                | Ghana                                                                | Mondiali 2014 - 1º turno                                             | -                                                                    |                                                                      |
| 6-9-2014                                                             | Kumasi                                                               | Ghana                                                                | 1 – 1                                                                | Uganda                                                               | Qual. Coppa d'Africa 2015                                            | -                                                                    | 68’                                                                  |
| 10-9-2014                                                            | Lomé                                                                 | Togo                                                                 | 2 – 3                                                                | Ghana                                                                | Qual. Coppa d'Africa 2015                                            | 1                                                                    | 87’                                                                  |
| 11-10-2014                                                           | Casablanca                                                           | Guinea                                                               | 1 – 1                                                                | Ghana                                                                | Qual. Coppa d'Africa 2015                                            | -                                                                    | 72’                                                                  |
| 15-11-2014                                                           | Kampala                                                              | Uganda                                                               | 1 – 0                                                                | Ghana                                                                | Qual. Coppa d'Africa 2015                                            | -                                                                    | 67’                                                                  |
| 19-11-2014                                                           | Kumasi                                                               | Ghana                                                                | 3 – 1                                                                | Togo                                                                 | Qual. Coppa d'Africa 2015                                            | -                                                                    | 78’                                                                  |
| 19-1-2015                                                            | Mongomo                                                              | Ghana                                                                | 1 – 2                                                                | Senegal                                                              | Coppa d'Africa 2015 - 1º turno                                       | -                                                                    | 68’                                                                  |
| 23-1-2015                                                            | Mongomo                                                              | Ghana                                                                | 1 – 0                                                                | Algeria                                                              | Coppa d'Africa 2015 - 1º turno                                       | -                                                                    |                                                                      |
| 27-1-2015                                                            | Mongomo                                                              | Sudafrica                                                            | 1 – 2                                                                | Ghana                                                                | Coppa d'Africa 2015 - 1º turno                                       | -                                                                    |                                                                      |
| 1-2-2015                                                             | Malabo                                                               | Ghana                                                                | 3 – 0                                                                | Guinea                                                               | Coppa d'Africa 2015 - Quarti di finale                               | 2                                                                    | 79’                                                                  |
| 5-2-2015                                                             | Malabo                                                               | Ghana                                                                | 3 – 0                                                                | Guinea Equatoriale                                                   | Coppa d'Africa 2015 - Semifinale                                     | -                                                                    |                                                                      |
| 8-2-2015                                                             | Bata                                                                 | Costa d'Avorio                                                       | 0 – 0 dts (9 - 8 dtr)                                                | Ghana                                                                | Coppa d'Africa 2015 - Finale                                         | -                                                                    | 117’                                                                 |
| 28-3-2015                                                            | Le Havre                                                             | Ghana                                                                | 1 – 2                                                                | Senegal                                                              | Amichevole                                                           | -                                                                    |                                                                      |
| 31-3-2015                                                            | Parigi                                                               | Ghana                                                                | 1 – 1                                                                | Mali                                                                 | Amichevole                                                           | -                                                                    | 67’                                                                  |
| 8-6-2015                                                             | Accra                                                                | Ghana                                                                | 1 – 0                                                                | Togo                                                                 | Amichevole                                                           | -                                                                    | 63’                                                                  |
| 14-6-2015                                                            | Kumasi                                                               | Ghana                                                                | 7 – 1                                                                | Mauritius                                                            | Qual. Coppa d'Africa 2017                                            | 1                                                                    |                                                                      |
| 1-9-2015                                                             | Brazzaville                                                          | Rep. del Congo                                                       | 2 – 3                                                                | Ghana                                                                | Amichevole                                                           | -                                                                    | 73’                                                                  |
| 5-9-2015                                                             | Kigali                                                               | Ruanda                                                               | 0 – 1                                                                | Ghana                                                                | Qual. Coppa d'Africa 2017                                            | -                                                                    | 90+1’                                                                |
| 24-3-2016                                                            | Accra                                                                | Ghana                                                                | 3 – 1                                                                | Mozambico                                                            | Qual. Coppa d'Africa 2017                                            | -                                                                    |                                                                      |
| 5-6-2016                                                             | Belle Vue Maurel                                                     | Mauritius                                                            | 0 – 2                                                                | Ghana                                                                | Qual. Coppa d'Africa 2017                                            | 1                                                                    | 85’                                                                  |
| 6-9-2016                                                             | Mosca                                                                | Russia                                                               | 1 – 0                                                                | Ghana                                                                | Amichevole                                                           | -                                                                    |                                                                      |
| 7-10-2016                                                            | Tamale                                                               | Ghana                                                                | 0 – 0                                                                | Uganda                                                               | Qual. Mondiali 2018                                                  | -                                                                    | 82’                                                                  |
| 11-10-2016                                                           | Durban                                                               | Sudafrica                                                            | 1 – 1                                                                | Ghana                                                                | Amichevole                                                           | -                                                                    | 81’                                                                  |
| 13-11-2016                                                           | Borg El Arab                                                         | Egitto                                                               | 2 – 0                                                                | Ghana                                                                | Qual. Mondiali 2018                                                  | -                                                                    |                                                                      |
| 17-1-2017                                                            | Port-Gentil                                                          | Ghana                                                                | 1 – 0                                                                | Uganda                                                               | Coppa d'Africa 2017 - 1º turno                                       | -                                                                    |                                                                      |
| 21-1-2017                                                            | Port-Gentil                                                          | Ghana                                                                | 1 – 0                                                                | Mali                                                                 | Coppa d'Africa 2017 - 1º turno                                       | -                                                                    |                                                                      |
| 25-1-2017                                                            | Port-Gentil                                                          | Egitto                                                               | 1 – 0                                                                | Ghana                                                                | Coppa d'Africa 2017 - 1º turno                                       | -                                                                    |                                                                      |
| 29-1-2017                                                            | Oyem                                                                 | RD del Congo                                                         | 1 – 2                                                                | Ghana                                                                | Coppa d'Africa 2017 - Quarti di finale                               | -                                                                    |                                                                      |
| 2-2-2017                                                             | Franceville                                                          | Camerun                                                              | 2 – 0                                                                | Ghana                                                                | Coppa d'Africa 2017 - Semifinale                                     | -                                                                    |                                                                      |
| 4-2-2017                                                             | Port-Gentil                                                          | Burkina Faso                                                         | 1 – 0                                                                | Ghana                                                                | Coppa d'Africa 2017 - Finale 3º posto                                | -                                                                    | 75’                                                                  |
| 1-9-2017                                                             | Kumasi                                                               | Ghana                                                                | 1 – 1                                                                | Rep. del Congo                                                       | Qual. Mondiali 2018                                                  | -                                                                    |                                                                      |
| 5-9-2017                                                             | Brazzaville                                                          | Rep. del Congo                                                       | 1 – 5                                                                | Ghana                                                                | Qual. Mondiali 2018                                                  | -                                                                    |                                                                      |
| 8-9-2018                                                             | Nairobi                                                              | Kenya                                                                | 1 – 0                                                                | Ghana                                                                | Qual. Coppa d'Africa 2019                                            | -                                                                    |                                                                      |
| 18-11-2018                                                           | Addis Abeba                                                          | Etiopia                                                              | 0 – 2                                                                | Ghana                                                                | Qual. Coppa d'Africa 2019                                            | -                                                                    | 73’                                                                  |
| 23-3-2019                                                            | Accra                                                                | Ghana                                                                | 1 – 0                                                                | Kenya                                                                | Qual. Coppa d'Africa 2019                                            | -                                                                    |                                                                      |
| 26-3-2019                                                            | Accra                                                                | Ghana                                                                | 3 – 1                                                                | Mauritania                                                           | Qual. Coppa d'Africa 2019                                            | -                                                                    | 46’                                                                  |
| 9-6-2019                                                             | Accra                                                                | Ghana                                                                | 0 – 1                                                                | Namibia                                                              | Amichevole                                                           | -                                                                    | 46’                                                                  |
| 15-6-2019                                                            | Dubai                                                                | Ghana                                                                | 0 – 0                                                                | Sudafrica                                                            | Amichevole                                                           | -                                                                    | 46’                                                                  |
| 25-6-2019                                                            | Ismailia                                                             | Ghana                                                                | 2 – 2                                                                | Benin                                                                | Coppa d'Africa 2019 - 1º turno                                       | -                                                                    |                                                                      |
| 29-6-2019                                                            | Ismailia                                                             | Camerun                                                              | 0 – 0                                                                | Ghana                                                                | Coppa d'Africa 2019 - 1º turno                                       | -                                                                    | 15’                                                                  |
| Totale                                                               |                                                                      | Presenze                                                             | 65                                                                   |                                                                      | Reti                                                                 | 10                                                                   |                                                                      |

## Palmarès

### Club
- Supercoppa di Portogallo: 1

Porto: 2012
- Campionato portoghese: 1

Porto: 2012-2013
- Football League Championship: 1

Newcastle: 2016-2017

### Individuale
- Miglior giocatore della Coppa d'Africa: 1

2015